# Fritz Eichenberg
Fritz Eichenberg (Keulen, 24 oktober 1901 – 30 november 1990) was een Duits-Amerikaans illustrator die voornamelijk als houtgraveur werkte. Zijn werk heeft connecties met religie, sociale rechtvaardigheid en vreedzaamheid.
Eichenberg was een telg van een Joodse familie, waar de uitkomst van de Eerste Wereldoorlog meehielp aan zijn anti-oorloggevoelens. Hij werkte als een drukkersleerling, en studeerde aan de Gemeentelijke school voor Toegepaste Kunst in Keulen en aan de Academie voor Grafische Kunst in Leipzig. In 1923 vertrok hij naar Berlijn en begon daar zijn loopbaan als kunstenaar met het produceren van illustraties voor boeken en tijdschriften.
In 1933, tijdens de opkomst van Adolf Hitler besloot Eichenberg, als bekend criticus van de nazi's, met vrouw en kinderen naar de Verenigde Staten te emigreren, waar zij zich voor de rest van hun leven vestigden in New York. Hij gaf les aan de New School for Social Research  en het Pratt Institute en maakte deel uit van het WPA's Federal Arts Project. Eichenberg was ook hoofd van de kunstafdeling van de University of Rhode Island en gaf daar leiding aan de drukkerij.
In zijn loopbaan als kunstenaar illustreerde Eichenberg werken van Dostojevski, Tolstoi, Charlotte en Emily Brontë, Edgar Allan Poe, Jonathan Swift, en Grimmelshausen. Hij schreef ook met zijn illustraties uitgegeven boeken over folklore en kinderboeken.
Hoewel niet gelovig opgevoed voelde Eichenberg zich aangetrokken door het zen-boeddhisme.  Na de onverwachte dood van zijn vrouw in 1937 werd hij een volgeling van de Religious Society of Friends in 1940. Tot aan zijn dood was hij een quaker, maar  Eichenberg was ook betrokken bij  katholiek liefdadigheidswerk door zijn vriendschap met Dorothy Day, en maakte ook illustraties voor het blad de Catholic Worker.